# Václav Rusý
Václav Rusý (21. července 1911 v Plzni – 20. října 1944 v Pankrácké věznici v Praze) byl český student medicíny. Byl také členem Kühnova pěveckého rozhlasového sboru. Za protektorátu byl Rusý hlavním organizátorem ilegální organizace ÚVODU v západních Čechách. Od roku 1940 se skrýval v ilegalitě (v Praze u Václava Linharta a Karla Prokopa); později se (stále "ponořen do ilegality") aktivně zapojil do odboje na Plzeňsku, spoluzaložil odbojovou skupinu "Vašek-Čeněk". Byl zatčen gestapem 3. července 1942 u východu z plzeňského nádraží; od 4. července 1942 byl trýznivě vyslýchán v Petschkově paláci v Praze; nakonec byl popraven 20. října 1944 v sekyrárně Pankrácké věznice v Praze.

## Počátky práce v odboji
Za protektorátu v odboji spolupracoval s okruhem odbojářů soustředěných kolem pracovníka Občanské záložny v Rokycanech JUDr. Josefa Moulise. Při zatýkání členů této ilegální skupiny Rusý gestapo zmátl a unikl. Vybudoval ilegální skupinu později nazývanou "Vašek-Čeněk". Do hledáčku gestapa se dostal tím, že nedostatečně dodržoval zásady konspirace při své ilegální práci, za což byl dokonce vážně pokárán Prof. Volfgangem Jankovcem. Gestapo po Rusém marně pátralo od roku 1940.

## V ilegalitě
Rusý je některými prameny označován za hlavního organizátora ilegálního Ústředního vedení odboje domácího (ÚVODU) v západních Čechách. Prakticky se tedy Rusý musel ukývat v ilegalitě od roku 1940. Ve svém bytě v Praze jej nějaký čas skrýval Václav Linhart (bratr radiotelegrafisty Otto Linharta) a v Praze-Jinonicích pak i velitel celního úřadu v jinonickém akcízu Karel Prokop. Později se Rusý ukrýval na Moravě a na Plzeňsku, kde pomáhal opatřovat ilegální byty, úkryty a dočasný azyl dalším stíhaným a hledaným odbojářům:
- Prvním místem byla "fiktivní" hospitalizace na interní klinice u profesora MUDr. Františka Šimery[5] a jeho asistenta MUDr. Viléma Hlinky.[3]
- Druhým místem pak bylo interní oddělení nemocnice ve Strakonicích, kde pracoval jako primář MUDr. Karel Hradecký.[3] [p 1]

## Zatčení
Situace se pro Rusého radikálně změnila dne 3. července 1942. Tehdy odjel z Plzně do Prahy, aby zjistil příčinu zdržení JUC. Vítězslava Dvořáka. Dvořák odjel před několika dny do Prahy vyzvednout novou radiostanici a dosud se do Plzně nevrátil. (Gestapo Dvořáka totiž v Praze zatklo 30. června 1942 a podrobilo intenzivnímu výslechu.) Již při odjezdu z Prahy byl Rusý sledován gestapem, ale podcenil situaci a nevšiml si toho. Při návratu z Prahy byl pak zatčen u východu z Plzeňského nádraží. (Zatčení proběhlo tak nečekaně, takže Rusý ani nestačil použít zbraň nebo jed.)

## Výslechy, věznění a poprava

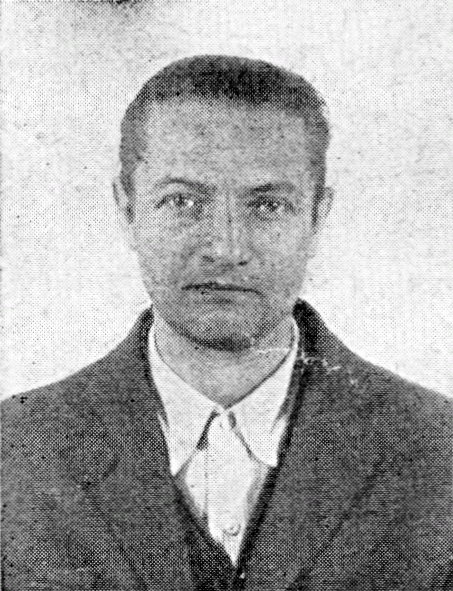
Vazební fotografie Miroslava Šáry (staršího) z Pankrácké věznice (rok 1944)

Václav Rusý byl od 4. července 1942 vyslýchán v Petschkově paláci v Praze. Kriminální zaměstnanec pražského gestapa SS-Sturmscharführer Hans Siebert spolu s kriminálním zaměstnancem Aloisem Schmalstiegem završili svoje kruté výslechové postupy tím, že Rusému vymkli obě chodidla dozadu. Není divu, že nelidskými metodami vyslýchání zlomený Rusý prozradil čas (v noci z 11. července 1942 na 12. července 1942) a místo (Kinského zahrada v Praze) svojí schůzky s radiotelegrafistou Františkem Peltánem a JUDr. Rudolfem Marešem.
Věznění Rusého trvalo v součtu 27 měsíců. Byl popraven v pátek dne 20. října 1944 v 16:00 v sekyrárně Pankrácké věznice v Praze. Společně s ním byli téhož dne a prakticky ve stejnou hodinu (16:00) popraveni:
- JUDr. Rudolf Mareš (představitel YMCA, člen ÚVODu a PVVZ),[9]
- JUC. Vítězslav Dvořák (právní úředník na poštovním ředitelství v Praze, levicový odbojář, jedna z vůdčích osobností Ústředního vedení odboje domácího),[9]
- Bedřich Linhart (tlumočník v Petschkově paláci pracující ve prospěch československého odboje)[9]
- a štábní kapitán Miroslav Šára (starší) (vedoucí odbojové skupiny KOS).[9]